# ميتة (كبغان)
ميتة (بالفارسية: میته) هي قرية تقع في إيران في قسم كبغان الريفي. يقدر عدد سكانها بـ 84 نسمة بحسب إحصاء 2016.